# عشاق (ملایر)
عشاق (ملایر)، روستایی از توابع بخش جوکار شهرستان ملایر در استان همدان ایران است.

## جمعیت
این روستا در دهستان جوکار قرار دارد و براساس سرشماری مرکز آمار ایران ر سال ۱۳۸۵، جمعیت آن ۸۳۱ نفر (۲۴۱خانوار) بوده‌است.